# Чаробни сточић, златни магарац и тољага у џаку
„Чаробни сточић, златни магарац и тољага у џаку“ је бајка браће Грим. Оригинално немачко име је Tischlein deck dich, Goldesel und Knüppel aus dem Sack.
Прича је класификована у Aarne–Thompson–Uther индексу као тип приче АТУ 563, "Сто, магарац и штап".

## Анализа
У неколико варијанти широм света, магарац који доноси новац стварао је драгоцене драгуље уместо златника. Исто тако, животиња која ствара богатство може се разликовати, на пример петао, патка, коњ или овца. Предмет за давање хране такође се може разликовати: то може бити столњак, пешкир или марамица.

### Распрострањеност
Учењак Стит Томпсон је приметио да ова прича „има врло широку распрострањеност“, јер је „присутна у готово свакој збирци прича у Европи и Азији“. Такође је указао да је најстарија потврда приче била збирка кинеских будистичких легенди из 6. века. Студија професора Теа Медера поткрепљује ову огромну распрострањеност, јер се, према његовим речима, овај тип приче може наћи и „у Индији и у источној Азији, у Африци и на Блиском истоку“, као и у Америци.

### Варијанте
Чешки аутор Вацлав Тиле (писао је под псеудонимом Вацлав Риха) објавио је сличну причу под насловом Ubrousku, prostři se: главни јунак добија јагње које производи новац, марамицу која материјализује храну и магични штап.
У енглеској причи из „Северне земље“, Jack's Luck, или Магарац, сто и штап, сиромашни младић Џек ради за старицу и добија магарца који производи сребро и злато, ради и за столара који му даје самопостављајући сто. Трећом приликом, помаже странцу да изгради мост за прелазак реке, а он му даје чаробни штап. Џек користи штап да поврати магарца и сто. Коначно, постаје најбогатији човек у свом родном селу и позива све девојке да одаберу његову будућу невесту. Изјављује да се девојка мора појавити са миразом у кецељи. Убрзо се све девојке појављују са „гомилама златника и сребрњака“, осим једне девојке - Џекове „једне истинске љубави“ - која се појављује са само „два бакарна гроша и кривих шест пенија“ које јој је Џек поклонио док је још био сиромашан. Он изабере њу, уз подсмех осталих кандидаткиња, она почиње да плаче, а сузе постају дијаманти. Џек се ожени својом вољеном. Причу је такође објавила ауторка Флора Ени Стил у Енглеским бајкама, са насловом Магарац, сто и штап.

## У популарној култури
Сто (од 1999), магарац (од 1956) и тољага (од 1963) изложени су у холандском тематском парку Ефтелинг.
Мађарска варијанта приче адаптирана је у епизоду мађарске телевизијске серије Magyar népmesék („Мађарске народне приче“), са насловом A szegény csizmadia és a Szélkirály („Сиромашни обућар и краљ ветрова“) . У овој верзији сиромах посећује краља ветрова и добија јагње које по заповести производи новац, магични столњак и штап за ударање.